# Felissa Rose
Felissa Rose, all'anagrafe Felissa Rose Esposito (New York, 23 maggio 1969), è un'attrice statunitense, famosa per aver interpretato Angela Baker nei film Sleepaway Camp e Return to Sleepaway Camp.

## Biografia
Felissa Rose nasce nel Greenwich Village, un quartiere di Manhattan (New York), il 23 maggio del 1969 da una famiglia di origini italiane, ma cresce a Woodbury, sull'isola di Long Island (nello stato di New York). All'età di tredici anni recitò nel film horror Sleepaway Camp nel 1983. Non poté recitare nei due sequel del film in quanto all'epoca frequentò la New York University nella Tisch School of the Arts. Dopo l'università ritornò al cinema e apparve in alcuni film come Zombiegeddon, Nikos e Sludge. Apparve anche in due film del regista italoamericano Dante Tommaselli: Horror e Satan's Playground.
In aggiunta Felissa co-presentò nel 2005 la Village Halloween Parade a New York con le regine dell'urlo Debbie Rochon e Raine Brown. Ebbe anche un cameo nel film Return to Sleepaway Camp, dove riprese il ruolo della vera Angela Baker. Un suo ruolo successivo fu nel film Hotdog Casserole. Rose recitò anche nel segmento del film The Perfect House intitolato Dinner Guest.

### Vita personale
Attualmente Rose è sposata con Deron Miller, cantante e chitarrista della band CKY. I due hanno tre figli: Bianca, Lola e Thomas. Rose e Miller recitarono anche nella commedia horror Caesar and Otto's Summer Camp Massacre.

## Filmografia

### Cinema
- Sleepaway Camp, regia di Robert Hiltzik (1983)
- La notte che non c'incontrammo (The Night We Never Met), regia di Warren Leight (1993) – non accreditata
- Birds of a Feather, regia di Terrence Smith – cortometraggio (2000)
- Grandma's Secret Recipe, regia di Jeff Hayes – cortometraggio (2002)
- Nikos the Impaler, regia di Andreas Schnaas (2003)
- Dennis Frye vs. The Zombies, episodio di Scary Tales: The Return of Mr. Longfellow, regia di Jason Daly e Michael Hoffman Jr. (2003)
- Horror, regia di Dante Tomaselli (2003)
- Zombiegeddon, regia di Chris Watson (2003)
- Corpses Are Forever, regia di Jose Prendes (2004)
- Brothuh of Cerebral Print, regia di Ford Austin – cortometraggio (2004)
- Dead Serious, regia di Joe Sullivan (2005)
- Hexed, episodio di Dead Things, regia di D.T. Carney (2005)
- Satan's Playground, regia di Dante Tomaselli (2006)
- Under Surveillance, regia di Dave Campfield (2006)
- Evil Ever After, regia di Brad Paulson (2006)
- Dead and Gone, regia di Yossi Sasson (2008)
- Psycho Sleepover, regia di Adam Deyoe e Eric Gosselin (2008)
- Return to Sleepaway Camp, regia di Robert Hiltzik (2008)
- Hotdog Casserole, regia di Chris Raab (2008)
- Caesar and Otto's Summer Camp Massacre, regia di regia di Dave Campfield (2009)
- Silent Night, Zombie Night, regia di Sean Cain (2009)
- Destination Fame, regia di Paul DeAngelo e Ted A. Bohus (2012)
- Dropping Evil, regia di Adam Protextor (2012)
- Poe, regia di Francis Xavier (2012)
- Jurassic City, regia di Sean Cain (2015)
- Ding Dong, episodio di Tales of Halloween, regia di Lucky McKee (2015)
- 2 Jennifer, regia di Hunter Johnson (2016)
- Family Possessions, regia di Tommy Faircloth (2016)
- Death House, regia di B. Harrison Smith (2017)
- Victor Crowley, regia di Adam Green (2017)
- Rootwood, regia di Marcel Walz (2018)
- A Nun's Curse, regia di Tommy Faircloth (2019)
- Terrifier 2, regia di Damien Leone (2022)

### Televisione
- Top Secret (Scarecrow and Mrs. King) – serie TV, episodio 2x18 (1985)
- Prey – serie TV, episodio 1x12 (1998)